# Ренато Кури (стадион)
«Ренато Кури» (итал. Stadio Renato Curi) — футбольный стадион, расположенный в итальянском городе Перуджа (регион Умбрия). С момента открытия в 1975 году является домашней ареной для футбольного клуба «Перуджа».

## История
Стадион был торжественно открыт в 1975 году под названием «Stadio Pian di Massiano». Спроектировал арену архитектор Луиджи Корради.
Своё нынешнее название арена получила в 1977 году после того, как 30 октября того же года 24-летний игрок «Перуджи» Ренато Кури скончался в результате сердечного приступа во время матча против туринского «Ювентуса».
Ныне стадион вмещает 23 625 зрителей .
Помимо клуба, на поле также проводит свои матчи национальная сборная Италии. С 1983 года «Скуадра Адзурра» провела на «Ренато Кури» пять игр, в четырех из которых одержала победу, единожды сыграв вничью.